# Straja (okręg Alba)
Straja – wieś w Rumunii, w okręgu Alba, w gminie Berghin. W 2011 roku liczyła 346 mieszkańców.